# 남성의 생식 기관
남성의 생식 기관(male reproductive system)은 해부학적 구조에 따라 크게 여섯 부분으로 나뉜다.
- 음낭
- 고환
- 부고환
- 전립샘
- 요도관
- 음경

외면상 드러나 있는 남자의 성기는 음낭과 음경이며, 통속적인 의미의 성기는 음경을 지칭한다. 위의 여섯 부분 가운데 처음 네 부분은 생리적으로 생식에 직접 관련되며, 요도관과 음경은 배설 기능과 함께 생식을 위한 수단이다.

## 남성의 외부 생식기관

### 고환
고환(睾丸, testicle)은 남성의 생식 기관 중 정자를 생성하는 타원형 모양의 기관으로 음낭 안에 있다. 흔히 불알이라고 한다. 정소(精巢)라고도 하며 음낭 속에 좌우로 각각 하나씩 있으며 타원형이다. 고환은 음낭 안에서 생성되어 태아의 성장에 따라 음낭 속에 자리 잡는다. 이것은 신생아의 약 고환에서 볼 수 있으나 음낭에 자리 잡는 것이 불완전한 채로 태어나는 경우도 적지 않다.
고환은 백막이라는 결합조직에 감싸여 있고 정자를 생산하는 세정관(細精管)이 붙어 있다. 세정관의 내부에는 원형의 세포가 겹겹이 겹쳐져 있으며 고환에 접한 이 세포가 증식과 분열을 반복하여 정자가 되므로 세정관의 중심에는 완성된 고환을 볼 수 있다. 이 정자는 세정관에서 부고환과 수정관을 거쳐 요도로 보내진다.
고환에는 그외에도 세정관의 벽에 접한 각세포와 세정관의 밖의 결합조직 안에는 간질세포(間質細胞)가 위치하여 있다. 각세포는 정자형성에 중요한 역할을 하며 간질세포는 2차 성관계된 남성 호르몬을 분비하는 기관이다.
고환이 음낭 안에 들어 있지 않거나 음낭까지 내려오지 않은 경우를 잠복고환이라 부르며 외견상 보통의 음낭에 비해 잠복고환 부분에는 고환이 들어 있지 않아 잠복고환 부분의 음낭이 작거나 쪼그라져 있는 경우가 흔하다.
중세 시대에 아들을 낳고 싶었던 남성은 자신의 왼쪽 고환을 제거하는 일이 종종 있었다. 그 이유는 사람들이 오른쪽 고환이 소년 정자를, 왼쪽 고환은 소녀 정자를 생성한다고 믿었기 때문이다. 기원전 330년 초에 아리스토텔레스는 사내를 갖고 싶은 남성의 왼쪽 고환을 단단히 묶어두는 것에 대해 기술하였다.

### 음경
음경(penis, 陰莖)은 수컷이 교미하는 동안 암컷과의 수정을 위한 1차 성적기관이다. 또한, 수컷의 외부 생식기이다. 음경은 척추동물과 무척추동물에서 발생하지만 모든 종의 수컷에서 발생하지는 않는다. 또한 음경을 가지고 있는 수컷 종에서 음경이 반드시 상동성을 가지지는 않는다.
음경은 평소에는 소변을 배출하는 기관이지만, 교미 시에는 정액을 배출하는 기관이다. 음경(penis)라는 단어는 꼬리(tail)에 대한 라틴어 단어에서 비롯되었다.

#### 음경해면체
음경해면체는 음경의 뼈 대신 존재한다. 원래 음경골이라는 것이 있지만 인간에게는 존재하지 않는다. 이 해면체로 인해 발기가 되는 원리는 스펀지같이 피를 빨아들여 음경을 딴딴하게, 세워지게 만들게 되지만 끝나면 피가 나감으로서 다시 말랑해진다.

### 귀두
귀두(龜頭, glans)는 음경의 머리부위에 해당되며 말랑한 해면체 조직으로 구성되어 있다. 이는 성교시 피스톤 이동의 충격을 완화하는 작용을 한다. 원래 귀두는 발기 전 부피가 작고 포피에 싸여져 있고 발기시 피가 모이게 되어 부피가 증가하고 외부로 돌출된다. 다량의 신경이 분포하고 성적자극에 민감한 조직이다. 귀두에는 털이나 땀샘은 없지만, 지방성 분비물을 분비하는 포피선이 있다. 남성은 성행위나 자위행위 때 귀두에 반복된 마찰을 통한 자극으로 사정을 수반하는 오르가즘에 도달한다. 포경수술을 받은 경우 귀두는 항상 외부에 노출되며 각질화된다.

### 요도
요도(尿道, urethra)는 방광에 모인 오줌을 몸 밖으로 배출하는 기관으로 오줌길이라고도 한다. 신장에서 만들어진 오줌은 수뇨관을 통해 방광에 저장되어 있다가 일정한 양이 되면 요도를 통해 배출되며 여성의 요도는 오줌의 배출통로로만 사용된다. 하지만 이와 달리 남성의 요도는 전립선 부분에서 정자를 운반하는 사정관과 합쳐져서 정액의 통로 역할을 하며 동시에 오줌의 배출구 역할을 수행한다.
요도는 남성과 여성이 현저하게 다른 경로를 갖고 있다. 여성의 경우는 전체 길이가 3-4cm로, 질(膣) 안쪽 벽을 따라 직진하여 질 전정으로 열린다. 개구부(외요도구) 주위에 가로무늬근성의 외요도 괄약근이 있다. 남성은 방광을 나오자마자 전립선 속으로 들어가 그 중앙을 관통하여 아래쪽 끝에 닿으면 약 45도 전방으로 구부러져 음경의 요도 해면체에 들어가 음경의 아래쪽을 따라 나아가 귀두(龜頭) 끝으로 열린다. 그래서 전체 길이가 15-18cm나 되는데, 음경에 이르기 직전까지는 약 3cm로, 여성의 요도와 거의 같은 길이이다. 음경 내부의 요도는 원래는 생식 물질(정액)을 내보내는 관인데, 이것을 비뇨기가 빌려서 오줌을 내보낸다. 남성의 외요도 괄약근은 전립선 바로 밑의 요도 주변에 있다. 요도의 점막은 이행 상피가 아니다. 또 원래의 요도가 있던 부분에는 근육층이 있는데, 음경 속의 요도에는 근육이 없다.
남성의 요도는 평균적인 길이가 약 20cm이며 음경을 통하여 외(外)요도 구멍을 끝으로 위치한다. 여성의 요도는 평균적인 길이가 5cm로 매우 짧으며 질의 앞 벽을 따라 내려와서 외(外)요도 구멍을 끝으로 위치한다.

### 포피
포피(包皮)는 남성의 귀두를 덮는 피부와 점막 두 개의 층으로 이루어진 신축성이 있는 주름으로서 음경이 발기하지 않을 때 요도구를 보호한다.

### 음낭
음낭(陰囊)은 음경 근육에서 주머니처럼 밑으로 늘어진 피부조직을 뜻한다. 음낭은 고환과 부고환을 담고 있으며 낭심(囊心)이라고도 한다. 남성의 성감대이며 외부에서 충격이 가해지면 심한 통증을 일으킨다. 음낭은 얇고 멜라닌 색소가 침착하여 다른 피부에 비해 어두운 색을 띠며 피하조직에는 지방이 없고 그 표층 중에 민무늬근으로 된 얇은 피부층이 있는데 이것이 수축운동을 함으로써 주름이 생기며 많은 땀샘이 위치하여 있다. 또한 음낭의 중심을 따라 음낭봉선(陰囊縫線)이 위치하여 있으며 내부에는 각각 한쌍의 고환, 부고환, 정관이 9겹의 조직막에 싸여서 존재한다. 음낭은 태아의 발육과정에서 뱃속에서 생성되어 태아의 성장과 더불어 아래로 처지면서 몸밖으로 돌출하게 되며 이와 같은 음낭의 생성과정 때문에 태아가 불완전한 성장과정을 거치게 되면 음낭이 아이의 배속에 들어있는 상태로 태어나는 경우가 있다. 한편 남성이 점차 성장함에 따라 음낭에 털이 나는데 이것을 음모(陰毛)라 한다. 또한 음낭은 정자를 생산하는 고환을 보호하는 역할을 한다고 볼 수 있으며 특히 건강한 남성의 고환에서 정자가 제대로 생성되기 위해서는 고환은 보통의 체온보다 2~3도 낮은 온도를 필요로 한다. 이와 같은 이유로 음낭을 지나치게 압박하는 속옷이나 바지는 고환의 적절한 온도 유지에 장애를 가져올 수 있으며 심각한 경우 불임을 유발할 수도 있다. 또한 음낭의 수축과 이완을 하는데 발기나 체온이 낮은 경우 수축을 하며, 체온이 오른 경우 이완이 된다. 또한 왼쪽 고환이 오른쪽 고환 보다 더 내려와 있다.
관련질병은 음낭수종 및 혈관 각막종 등이 있다.

### 수정관(정관)
수정관 혹은 정관은 포유류의 일부 종이 갖고 있는 수컷의 기관으로서, 사정 시 부고환에서 나오는 정자가 이동하는 관이다.

### 부고환
부고환(副睾丸) 또는 부정소(副精巢)은 남성 생식 기관의 일부이며, 모든 수컷 포유류에 존재하는 기관이다. 이것은 각 고환에서부터 수정관에 이르는 수출관들을 연결해주는, 빽빽하게 꼬아진 가느다란 관이다. 부고환은 세 군데의 주요 부분으로 나뉜다.
- 머리 : 부고환머리는 고환의 종격(고환종격)에서 나온 수출관을 통해 정자를 받는다. 이것이 가진 조직학적 특징은, 가느다란 근상피세포이다. 정액의 농도가 이 부분에서 묽어진다.

- 몸통

- 꼬리 : 이 부분은 흡수를 통해 정액의 농도를 짙게 하는 데 관련되어 있어, 머리 부분보다 더 두꺼운 근상피세포를 갖고 있다.

## 남성의 내부 생식기관

### 전립샘(전립선)
전립샘(전립선(한국 한자: 前立腺), 영어: Prostate, 문화어: 전위선)은 정액을 이루는 유백색 액체(전립샘 특이 항원)를 분비하는 남성 성기관이다. 전립샘은 종에 따라 해부학적, 화학적, 생리학적인 차이를 보인다. 여성의 스킨샘과 발생학적 상동기관이다.

### 정낭
정낭(精囊)은 남성의 방광 뒤에 자리 잡은 한 쌍의 샘이다. 각 정낭은 5 cm 정도의 길이를 갖고 있어 한 쌍의 길이는 모두 10 cm 정도 되지만, 안쪽으로 휘어져 있다. 양쪽 수정관의 팽대부 외벽에 각각 자리 잡고 있다. 정낭배출관은 수정관을 향해 열려있고, 이는 전립선에 연결된다. 정낭은 정액으로 만들어지는 액체의 상당 부분을 분비한다. 죽은 상피세포로부터 나온 리포푸신은 이곳에서 나오는 분비물이 노란빛을 띠게 한다. 인간이 만들어 내는 정액의 약 60% 정도가 정낭에서 만들어지지만, 사정시 처음 분출되는 분량은 전립선의 분비액이나 정자가 대부분이고 정낭의 분비액은 분출되지 않는다. 시험관을 이용한 연구 결과에서 정낭의 분비액과 같이 분출된 정자는, 운동성과 생존성이 떨어졌고, 정자 염색질이 덜 보호됐다. 그래서, 정낭 분비액의 생리학적 중요성은 불확실하다. 이것이 혹시 아직까지 일부 설치류에게서 사정 마지막에 분출되어 다른 수컷 정자의 접근을 막는 살정제 역할을 하는, 진화의 흔적이 아닐까 하는 의문이 제기되어왔다.

### 사정관
사정관(射精管, Ejaculatory duct; 학명: ductus ejaculatorii)는 남성의 생식기에서 정액을 내보내는 배출로를 말한다. 남성의 수정관의 저정낭, 개구부에서 요도에 이르는 끝부분에서 관벽의 근육벽이 발달된 부분을 사정관이라 하며 수정관 주위의 근육의 수축에 의하여 정액을 요도로 내는 역할을 한다. 무척추동물에서는 거머리나 흡충류 등에서 볼 수 있다.

### 망울요도샘(쿠퍼샘)
망울요도샘 또는 요도구샘, 쿠퍼샘은 두 개의 조그마한 외분비 기관으로서 인간 남성의 생식 기관 중 하나이다. 쿠퍼샘이라는 이름은 영국의 해부학자 윌리엄 쿠퍼의 이름에서 따온 것이다. 여성의 바르톨린샘과 상동 기관이다. 망울요도샘은 회음부 안쪽, 요도막부분의 두 근막 사이, 음경이 시작되는 부분의 요도 막성부 뒤 양쪽에 자리 잡고 있다. 또한 요도괄약근의 가로무늬근으로 둘러싸여 있다. 망울요도샘은 복합 대롱꽈리샘으로서, 각각의 크기는 대략 완두콩 정도이고, 섬유질로 덮여 뭉쳐있는 몇 개의 덩어리로 구성되어 있다. 각 소엽은 둥글게 배치된 상피세포를 따라 자리 잡고 있고, 자신과 다른 소엽들로부터 나오는 관끼리 뭉쳐 하나의 배출관을 형성하는 상당수의 소핵을 포함하고 있다. 이 배출관은 약 2.5 cm 의 길이를 갖고 있으며, 음경의 시작 부분의 요도에 연결된다. 망울요도샘은 나이가 들수록 그 크기가 차츰 줄어든다. 성적 각성 중에 망울요도샘에서는 쿠퍼액이라고도 일컫는 맑은 점액질의 분비액을 만들어낸다. 이 액체는 정자가 지나가기 쉽게 요도를 매끄럽게 해주고, 요도에 남아있는 산도를 중화시키며, 요도에 남아있을 지 모르는 오줌이나 외부 유입물을 내보내도록 하는 기능이 있다. 또한 사정 후 구부요도에 남아있는 정자를 운반해 다음 사정 이전에 밖으로 내보내도록 하기도 한다.

## 남성의 생식기관에서 나오는 액체

### 쿠퍼액
쿠퍼액(영어: pre-ejaculate, pre-ejaculatory fluid, preseminal fluid, Cowper's fluid, pre-cum)은 남성의 성적 흥분시 분비되는 소량의 맑은 액체로 투명하다. 쿠퍼액에도 미량의 정자가 들어있기 때문에 임신이 이루어질 확률은 있지만 0.1%~1% 이하로 매우 희박하다. 성행위를 원활하게 하는 일종의 윤활유의 역할을 하며 정액이 부드럽게 나올 수 있도록 도와준다. 남성의 생식기관 구조를 보면 전립선 아래로 쿠퍼선(요도구선)이 있는데, 여기서 분비된다. 이 쿠퍼액은 알칼리성의 점액성 물질로, 요도가 정자의 이동뿐 아니라 소변의 배출시에도 이용되므로, 산성의 소변이 이동한 후 요도가 산성상태인 것을 중화시키는 역할을 한다. 그리하여 정자가 쿠퍼액으로 인해 중화된 요도를 안전하게 이동하여 배출될 수 있도록 한다.남자 어린이에 경우에도 섹스나 자위를했을때 정액은 나오지 않더라도 쿠퍼액은 나온다.

### 정액
정액(精液)은 인간을 포함하는 동물의 수컷이나 자웅 동체인 동물의 생식샘(gonad) 또는 기타 생식기에서 분비되는 체액으로서 정자를 포함하고 있다. 그러나 예외적으로 정액에 정자가 전혀 포함되지 않은 경우도 있는데 이를 무정자증(無精子癥)이라고 한다. 정액을 체외로 분출하는 일을 사정(射精)이라고 하며, 이 액체는 암컷의 난자와 결합하여 수정체를 형성한다. 씨물이라고도 한다.

### 오줌
오줌 또는 소변(小便)(Urine)은 신장을 거쳐 방광에 저장되었다가 요도를 통해 나온다.
오줌의 생성은 신체 내 무기염류와 물 등의 기타 물질의 균형을 유지하도록 도와준다. 예를 들어 과다한 칼슘은 오줌을 통해서 배출된다. 오줌은 또한 체내 축적될 경우 신체에 해로운 요소와 암모니아를 배출해낸다. 에탄올이나 인공감미료 역시 오줌을 통해 신체 밖으로 제거된다. 또한 오줌은 신체의 적정한 수분량을 유지시키는 기작의 결과이다.
오줌의 성분을 추출하여 혈전증의 특효약으로 사용되기도 한다. 1968년에 일본에 수출되기도 했다.

## 발기
발기(勃起, Erection)는 음경이나 음핵, 젖꼭지(젖꽃판, 유두)가 자극에 반응하여 커지거나 딱딱해지는 생물학적 현상을 일컫는다. 발기 현상은 심리, 신경, 혈관, 호르몬 요소의 복합된 상호작용으로 나타나며, 보통 성적 각성과 관련이 있다.

## 남성의 생식기관과 관련된 수술

### 포경수술
할례(割禮) 또는 포경수술(包莖手術)은 바빌로니아인, 아시리아인을 제외한 셈계(系) 제민족 및 이집트인에게 일반적인 음경(陰莖)의 포피절제(包皮切除) 의식이자, 포피를 제거해 귀두를 강제로 노출시키는 행위이다. 환상절제술(環狀切除術)이라고도 부르며 영어로, 서컴시전(Circumcision)이라고 부른다. 기원적(起源的)으로는 결혼을 앞둔 남성으로서의 생리적 이유, 혹은 사회 성원(成員)으로서의 자격을 얻는다는 의미를 가졌던 것으로 생각된다. 유대인에 있어서는 어느 시기에 생후 8일째 되는 유아에게 시술하도록 개정되어 신(神) 야훼(Jahweh:여호와)와 이스라엘 민족간에 체결된 '계약의 표징'으로 해석되었다. 포경은 귀두가 포피로 덮여 있는 상태를 말하는데, 포피의 후퇴나 발기시 등 필요에 따라 귀두가 노출되는 경우를 가성포경, 제 원인으로 포피를 후퇴시켜도 귀두가 제대로 노출되지 않거나 무리해서 노출시킬 경우 심한 고통이 수반되는 경우를 진성포경이라 한다.어렸을때 부터 섹스나 자위하며 귀두에 자극을 주는경우 포경이될 가능성이 높다

### 정관수술
정관 수술은 남성이 할 수 있는 영구적 피임 방법으로, 국소 마취를 한 후 10분 정도 진행된다. 진행은 국소 마취를 하고 나서 음낭의 피부를 절개해 정자가 나오는 길인 정관을 잘라서 묶는 방식으로 진행된다. 한 번 시술하고 나서도 원래대로 되돌릴 수 있다.

## 남성의 생식기관에서 일어날 수 있는 병
- 무정자증
- 조루
- 음경측만증
- 곤지름
- 귀두염(포경수술을 안했을 때만)
- 진주 양구진
- 귀두포피염
- 고환염증
- 고환 꼬임
- 음경암
- 고환암

## 같이 보기
- 여성의 생식 기관
- 음문

- 생식계